# That'll Teach 'Em
That'll Teach 'Em è stato un programma televisivo britannico di genere reality show, prodotto da Twenty Twenty Television e andato in onda dal 5 agosto 2003 al 2 maggio 2006 sulla rete Channel 4. A esso si ispira il programma italiano Il collegio.

## Il programma
Ogni serie segue circa 30 studenti adolescenti che devono vivere in un collegio britannico in stile anni '50 / '60.

## Edizioni
Ci sono state tre edizioni del reality show. 

### Prima edizione
È andata in onda dall'11 agosto fino al 2 settembre 2003, ed è stata girata in 4 settimane nel giugno 2003, alla Royal Grammar School, High Wycombe (hanno ricreato una scuola di grammatica degli anni '50). Hanno partecipato 15 ragazzi e 15 ragazze che avevano appena partecipato ai loro GCSE.  
| Ragazzi          | Ragazze            |
| ---------------- | ------------------ |
| Harry Elgood     | Clare Dery         |
| Nic Hall         | Seraphina Evans    |
| Colum Hughes     | Nichola Greenhalgh |
| Freddie Hutchins | Henrietta Haines   |
| Tom Jewell       | Victoria Julien    |
| Richard Mylles   | Hina Khan          |
| Rajay Naik       | Kathryn McGeough   |
| Blaine Pike      | Holly McGuire      |
| Ryan Smithson    | Emma Pinchbeck     |
| Andrew Stratton  | Harriet Rykens     |
| Matthew Sweeney  | Hannah Smith       |
| Ali Unwin        | Frances Weaver     |
| Simon Waller     | Tarot Wells        |
| Andy Walne       | Rebecca Woodward   |
| Joe McCready     | Nadia Freeman      |

Professori
- Andrew MacTavish - Preside
- Elizabeth Pidoux - Inglese
- Tony Perry - Scienze
- Simon Rockell - Storia
- Mr. Simon Warr - Latino, Francese
- Mr. Austin Vince - Matematica
- Geoffrey Haeath - Musica
- Pat Crowe - Matrona
- Peter Daplyn - Educazione fisica

Joe McCready è stato espulso durante l'edizione e Nadia Freeman ha scelto di lasciare la scuola volontariamente.

### Seconda edizione
È andata in onda dal 24 agosto fino al 21 settembre 2004, ricreando una scuola secondaria moderna degli anni '60, sempre alla Royal Grammar School, High Wycombe.
| Ragazzi           | Ragazze            |
| ----------------- | ------------------ |
| Perry Goyen       | Stevie Harman      |
| Ben Barber        | Rosie Knight       |
| Alex Roberts      | Hannah Benjamin    |
| Harvey Headman    | Sophia Madisonte   |
| Shina Anuinde     | Aliss Hadley       |
| Chris Hoban       | Sara Roadnight     |
| Lewis Davis       | Nikki Hollingworth |
| Harry Rowe        | Erin Tate          |
| Josh Davis        | Avril Hardy        |
| Andrew Brown      | Kasi Kulon         |
| Franklin De Santi |                    |

Professori
- Richard Fawcett - Preside, Geologia
- Jeanette Gibson - Inglese
- Cornelia Welham - Digitazione
- Maurice Pirouette - Vice Preside
- Mr. Nasworthy - Muratura
- Miss Kirby-Jones - Economia domestica
- Mr. Austin - Educazione fisica
- Mr. Austin Vince - Matematica
- Francis Peacock - Storia
- Mr. Barnes - Capo esame
- Pat Crowe - Matrona
- Neil Garner - Musica

Sophia ha scelto di lasciare la scuola volontariamente. Questa è stata l'unica stagione in cui uno studente non è stato espulso.

### Terza edizione
È andata in onda dal 4 aprile al 2 maggio 2006, ricreando una scuola di grammatica degli anni '50. È stata girata al St Joseph's College di Ipswich.
| Ragazzi           | Ragazze          |
| ----------------- | ---------------- |
| Rob Hudson        | Meng-Yuan Sun    |
| Hugh Gilroy       | Victoria Buxton  |
| William Ho        | Ashleigh Walters |
| Sebastian Jefford | Corrine Stewart  |
| Simon Taylor      | Jessica Boulton  |
| Qadeer Razaque    | Jenny Ritzman    |
| James Ingram      | Kayleigh Durman  |
| Philip Donald     | Hollie Dearman   |
| John Kemple       | Anna Clift       |
| Luke Mills        | Sally Rushton    |
| Scott Peters      | Amy Jampa-Ngoen  |
| Chris Hedley      | Samantha Wyvill  |
| Nathan Anidugbe   | Ruby Lally       |
| Michael Petkov    | Emily Williams   |
| Brennon Gunston   | Rosie Morton     |
| Joe Seath         | Francesca Bruce  |

Professori
- S.R. Warr - Preside
- James Williams - Vice Preside, Biologia
- Jeannette Gibson - Inglese
- David Stanley - Musica
- Dr. Andrew Szydlo - Chimica
- Peter Wide - Fisica
- Anabelle Bryant - Ginnastica (per le ragazze)
- Miss Carter - Matematica
- Pat Crowe - Matrona
- Mr. Tomms - Ginnastica (peri i ragazzi)
- Sergente Allen - CCF

Scott Peters è stato espulso durante la serie e Brennon Gunston, Rosie Morton e Amy Jampa-Ngoen hanno scelto di lasciare la scuola volontariamente.

## Remake internazionali
Lo show è stato adattato in Francia, Spagna, Norvegia, Germania, Belgio, Italia e Paesi Bassi. I diritti internazionali sono distribuiti da DRG. La terza edizione della produzione francese è stata co-prodotta dal Belgio, paese che ha poi avuto una versione in lingua fiamminga. La versione italiana nota come Il collegio, arrivata nel 2017 e con all'attivo otto edizioni, è la più longeva del format. Dopo un anno di pausa a causa dei bassi ascolti, torna a settembre 2025.
| Paese            | Titolo                          | Canale televisivo | Edizioni | Distribuzione |
| ---------------- | ------------------------------- | ----------------- | -------- | --- |
| Regno Unito      | That'll Teach 'Em               | Channel 4         | 3        | - 5 agosto - 2 settembre 2003 (5 puntate) - 24 agosto - 21 settembre 2004 (5 puntate) - 4 aprile - 2 maggio 2006 (5 puntate) |
| Francia          | Le Pensionnat                   | M6                | 1        | - 2 settembre - 7 ottobre 2004 (6 puntate) |
| Norvegia         | Internatet (Feriekolonien)      | TV Norge          | 2        | - 14 settembre - 16 novembre 2005 (10 puntate) - 11 gennaio - 15 marzo 2007 (10 puntate) |
| Belgio (Fiandre) | De Jeugd van Tegenwoordig       | SBS VT4           | 3        | - novembre 2006 - 11 ottobre 2007 - 2008 |
| Paesi Bassi      | Dat zal ze leren!               | RTL 5             | 1        | - 4 settembre - 30 ottobre 2006 (9 puntate) |
| Spagna           | Curso del 63 Curso del 73       | Antena 3 neox     | 2        | - 6 ottobre - 10 novembre 2009 (6 puntate) - 2 settembre - 30 settembre 2012 (5 puntate) |
| Germania         | Die harte Schule der 50er Jahre | ZDF               | 1        | - 19 maggio - 9 giugno 2005 (4 puntate) |
| Italia           | Il collegio                     | Rai 2             | 8        | - 2 gennaio - 13 gennaio 2017 (4 puntate) - 26 settembre - 17 ottobre 2017 (4 puntate) - 12 febbraio - 12 marzo 2019 (5 puntate) - 22 ottobre - 26 novembre 2019 (6 puntate) - 27 ottobre - 15 dicembre 2020 (8 puntate) - 26 ottobre - 14 dicembre 2021 (8 puntate) - 18 ottobre - 29 novembre 2022 (8 puntate) - 24 settembre - 5 novembre 2023 (6 puntate) |
| Russia           | Колледж (transl. Kolledž)       | STS               | 1        | - 15 marzo - 12 maggio 2021 |